# Unidad Habitacional Emiliano Zapata
Unidad Habitacional Emiliano Zapata är en ort i Mexiko.   Den ligger i kommunen Tlaquiltenango och delstaten Morelos, i den sydöstra delen av landet, 90 km söder om huvudstaden Mexico City. Unidad Habitacional Emiliano Zapata ligger 953 meter över havet och antalet invånare är 287.
Terrängen runt Unidad Habitacional Emiliano Zapata är huvudsakligen kuperad, men åt nordväst är den platt. Terrängen runt Unidad Habitacional Emiliano Zapata sluttar västerut. Runt Unidad Habitacional Emiliano Zapata är det ganska tätbefolkat, med 149 invånare per kvadratkilometer. Närmaste större samhälle är Tlaquiltenango, 2,4 km nordväst om Unidad Habitacional Emiliano Zapata. I omgivningarna runt Unidad Habitacional Emiliano Zapata växer huvudsakligen savannskog.